# Klaus Dinger
Klaus Dinger, född 24 mars 1946 i Scherfede, Westfalen, Tyskland, död 21 mars 2008, var en tysk musiker.
Klaus Dinger är mest känd som trummis som startade NEU! (1971–1975) tillsammans med Michael Rother. Han spelade också trummor på Kraftwerks första LP (1970). År 1974 startade han bandet La Düsseldorf tillsammans med Thomas och Hans Lampe.
Dinger avled av hjärtsvikt.